# 費斯 (愛達荷州)
弗斯（英語：Firth）是一个美國城市，位於爱达荷州宾汉姆县。根據2010年的人口普查，當地人口為477人。

## 地理
弗斯位于43°18′20″N 112°11′02″W / 43.305519°N 112.183938°W (43.305519,-112.183938)。
根据美国人口普查局，该城市的總面積為0.54平方英里（1.40平方）。

### 2010年人口普查
根據2010年人口普查，當地人口為477人，有121个家庭居住在城市。